# Golden Gala 2012
Golden Gala 2012 byl lehkoatletický mítink, který se konal 31. května 2012 v italském městě Řím. Byl součástí série mítinků Diamantové ligy 2012.

## Výsledky
- Archiv výsledků zde [1]

### Muži
| Disciplína       | 1. místo                    | 2. místo                           | 3. místo                  |
| 100 m            | Usain Bolt 9,76             | Asafa Powell 9,91                  | Christophe Lemaitre 10,04 |
| 400 m překážek   | Javier Culson 48,14         | Bershawn Jackson 48,25             | Cornel Fredericks 49,21   |
| 3 000 m překážek | Paul Kipsiele Koech 7:54,31 | Abel Mutai Kiprop 8:01,67          | Jairus Kipchoge 8:08,79   |
| Skok do výšky    | Robert Grabarz 233 cm       | Trevor Barry Jesse Williams 231 cm |                           |
| Skok o tyči      | Renaud Lavillenie 582 cm    | Romain Mesnil 572 cm               | Malte Mohr 572 cm         |
| Skok daleký      | Greg Rutherford 832 cm      | Godfrey Khotso Mokoena 820 cm      | Alexandr Meňkov 817 cm    |
| Hod diskem       | Ihsan Hadádí 66,73 m        | Virgilijus Alekna 66,31 m          | Gerd Kanter 65,36 m       |

### Ženy
| Disciplína     | 1. místo                          | 2. místo                            | 3. místo                           |
| 100 m          | Murielle Ahouréová 11,00          | Shelly-Ann Fraserová-Pryceová 11,06 | Kerron Stewartová 11,10            |
| 800 m          | Fantu Magiso 1:57,56              | Pamela Jelimová 1:58,33             | Marija Savinovová 1:58,56          |
| 1500 m         | Abeba Aregawiová 3:56,54          | Hellen Onsando Obiriová 3:59,68     | Genzebe Dibabaová 4:00,85          |
| 5 000 m        | Vivian Cheruiyotová 14:35,62      | Meseret Defarová 14:35,65           | Viola Kibiwott 14:39,53            |
| 100 m překážek | Dawn Harperová 12,66              | Kellie Wellsová 12,67               | Brigitte Fosterová-Hyltonová 12,78 |
| 400 m překážek | Kaliese Spencerová 54,39          | Lashinda Demusová 54,80             | Zuzana Hejnová 55,09               |
| Trojskok       | Olga Saladuchová 14,75 m          | Olga Rypakovová 14,73 m             | Caterine Ibargüenová 14,71 m       |
| Vrh koulí      | Valerie Viliová 21,03 m Rekord DL | Kung Li-ťiao 19,79 m                | Nadzeja Astapčuková 19,58 m        |
| Hod oštěpem    | Barbora Špotáková 68,65 m         | Sunette Viljoenová 67,95 m          | Goldie Sayers 64,75 m              |